# Velja Glava (Aleksandrovac)
Velja Glava (em cirílico: Веља Глава) é uma vila da Sérvia localizada no município de Aleksandrovac, pertencente ao distrito de Rasina, na região de Župa. A sua população era de 168 habitantes segundo o censo de 2011.

## Demografia
| 1948 | 1953 | 1961 | 1971 | 1981 | 1991 | 2002 | 2011 |
| ---- | ---- | ---- | ---- | ---- | ---- | ---- | ---- |
| 350  | 367  | 376  | 324  | 302  | 263  | 188  | 168  |